# FRONT MISSION SERIES GUN HAZARD
『FRONT MISSION SERIES GUN HAZARD』（フロントミッションシリーズ ガンハザード）は、1996年2月23日にスーパーファミコン（以下SFC）用ソフトとしてスクウェア（現スクウェア・エニックス）より発売された日本のゲームソフト。ジャンルはアクションRPG。2008年5月20日から2019年1月31日までWiiのバーチャルコンソールで配信。
「フロントミッションシリーズ」第2作目で、シリーズでは唯一正史とは異なる歴史を辿った未来を描いている。ゲーム様式は前作のターン制ストラテジーから横スクロール型アクションゲームに変更されているが、ヴァンツァー（歩行兵器）などの要素で接点を持つ。大宮ソフトが製作しており、同スタッフが開発した『重装機兵ヴァルケン』とはドット絵のアニメーションやアクションが近いものとなっている。

## ゲームシステム
本作はレベル制だけでなく、機体や武器に熟練制を導入している。
ステージによって多彩な演出があり、大統領がヴァンツァーキャリアトレーラー（ネイデントレーラー）を運転して敵機体に体当たりする、爆弾満載の無人突撃艦に乗って敵の封鎖海域を突破する、テロリストに占拠された海底油田から作業員を救出するなどのステージも存在する。
熟練度
機体や武器を習熟することで性能が強化されるシステム。熟練度が上がることにより、武器は最大残数や威力の増強、バーニアは噴射時間や飛距離の延長、機体は耐久力が向上する。熟練度を上昇させるには、武器とバーニアは何度も使い続けること、機体はダメージを受けることが条件で、強い武器や機体であるほど手間がかかる。なお、熟練度は120%まで上昇し、120%になると1ランク上の熟練度0%の物よりも性能が上になる。
ヴァンツァー乗降システム
主人公が機体を降りて行動するシステム。ストーリーの展開上強制的にこの状態になる場合があり、ステージよっては生身でのみ移動できる通路なども存在する。
バーニア（ジェットパック）による飛行（ヴァンツァー搭乗時と違い、制限時間無しで常時飛行可能）、しゃがみ（敵との接触など、特定の条件下を除きダメージを受けない）、壁取り付きによる昇降など独自のアクションが可能。
また、パイロット用武器にも前述の熟練度が設定されており、特にハンドグレネードは強化していくと一度に2発投げられるようになる反面、爆風（しゃがみでダメージ無効化可能）によって自分がダメージを負うリスクも存在する。
ほぼ全てのミッションでパイロット状態のままゲーム進行が可能であるため、生身でゲームクリアといったやり込みプレイに挑むこともできる。
また、ヴァンツァー搭乗時と生身状態での都合上、ゲーム中のメッセージが大きく変化する場合もあり、生身プレイは開発者からも推奨されている。
ヴァンツァー搭乗の有無に関わらず、パイロット装備の護身用ハンドガンを装備していないと出撃不能になる。
なお、『3rd』では更にこのシステムは発展することになる（本作におけるヴァンツァー乗降システムとは相違点があるため、詳細は該当ページFRONT_MISSION3#戦闘システムを参照）。
僚機
仲間にしたキャラクターともに出撃するシステム。ステージ毎に1機登場させることが出き、2プレイヤー用コントローラーで操作できる。
各キャラクターによって「支援砲撃」「主人公と同系統の機体」「補修支援」「爆破の専門家」「小型高機動型」「防御力特化型」「航空戦闘型」「火力特化型」「マップ表示担当」という機体性能の性格付けがなされている。
特定のステージによっては、所定の仲間を連れてこないとイベントが発生しなかったり、出撃直後に仲間が「活躍できない」と帰還したりする。また、主人公同様にレベル制や熟練度が設けられ、より強力な機体の利用や強化が可能になる。ただし僚機の武装は変更不能である。

## ストーリー
西暦2064年、ベルゲン共和国でクーデターが勃発。その際、アルベルトは大統領を国外脱出させるために同僚であるレロスと軍港で護衛の任務にあたっていた。出港直前にクーデターの指導者であるアーク大佐と彼の率いる部隊が巡航ミサイルを用いて軍港を襲撃する。アルベルトは親友のレロスの死を目の当たりにするが、軍人としての任務を果たすために大統領とともにアークを退け、まだアークの手に落ちていない基地を目指す。
しかし彼の奮戦むなしく罠にかけられ、アルベルトは大統領ともども捕えられ投獄される。獄中で一度は敵として戦ったヴァンツァーキャリアークルーと出会い、ともに脱獄して共和国を脱出した後、レロスの敵を討つため、そして大統領誘拐の汚名をすすぎ祖国を取り戻すために傭兵として戦うことを決意する。それから紛争や内戦、テロなどが多発する世界各地を転戦する中で多くの仲間と出会う。しかし、それは同時に、ある隠された秘密を知ることでもあった。

## 登場人物

### 主人公一行
アルベルト・グレイブナー
- 所属：NORAD軍→カーネルライト協会→ガーディアン
- 搭乗機：ハービーG（初期）

主人公。23歳。「アルベルト」はデフォルト名であり名前変更が可能。NORAD軍軍曹。生真面目な正義漢で熱血漢。非人道的な行為を嫌い、敵対していた相手でも助けようとするなど、甘ちゃんと揶揄されるほどのお人好し。自分の身を顧みずに行動する事も多いが、彼を助けようとする仲間にも恵まれている。
ベルゲン共和国で発生したクーデターに対して大統領国外脱出の護衛につくも、アーク大佐によって大統領誘拐犯としての汚名を着せられ、逆に反逆者として追われる中でブレンダと共に辛くも国外脱出に成功する。その後は祖国への帰還とアーク大佐との対決を目標に、傭兵派遣組織カーネルライト協会に所属して、傭兵として世界中の紛争地を巡る事になる。
各地を転戦する中でめきめきとその才能を発揮し、凄腕として知られる傭兵部隊クリムゾン・ブロウを幾度も退けるなど優秀な傭兵として成長を遂げる。またその人柄から多くの仲間にも恵まれ、徐々にアーク大佐に立ち向かうだけの力を手に入れる。そしてベルゲン共和国に帰還を果たし、自分の家族が反逆者の家族として処刑されるなどの悲劇を乗り越えながら、アーク大佐との対決に勝利。ついに故郷をクーデターから解放、取り戻すことに成功する。
しかし紛争の裏で暗躍し、アーク大佐を影で操っていた秘密結社ソサエティの存在に気づき、その野望を食い止めるため戦い続ける事を決意。やがて軌道エレベーターを巡る最終決戦へと赴く事になる。
ほぼあらゆるヴァンツァーを使いこなし、陸海空と場所を選ばず活躍するエキスパートであり、強大な敵を驚嘆させたことも少なくない。
また生身での対ヴァンツァー戦にも熟練しており、ハンドガンとグレネード、ジェットパックを駆使してヴァンツァー部隊と互角以上に渡り合う。
主人公一行でその後の動向が不明なのは彼とブレンダのみである。
ブレンダ・ロックハート
- 所属：カーネルライト協会→ガーディアン
- 搭乗機：タッドポール級ベースキャリア「カルボナーラ」（初期）

カーネルライト協会所属。キャリアーパイロット。アメリカ出身の女性傭兵。おちゃめで軽い性格をしており、資金不足の時には銀行強盗を提案するなど過激な発言も多い。
ベルゲンのクーデターに「大統領誘拐犯の捕獲」という表向けの名目から依頼を受け傭兵として参加するが、ヴァンツァーパイロットのパートナーを殺害されたため、無実を主張するアルベルトと共に国外へ脱出する。戦いの中で徐々にアルベルトへ惹かれていくが、それを隠そうとしているため、仲間から「お金が好き（だから危険な戦場へついてくる）」と勘違いされる事も。
戦闘時はヴァンツァーには乗らず、キャリアーの砲台で支援攻撃を行う。単身で敵基地を制圧するなど無茶ばかりのアルベルトをたしなめたりもするが、自身もキャリアーで軌道エレベーターに突っ込んだり、ハンドガン1つで敵巨大施設に潜り込んだりと、危険を顧みない行動を取ることもある。
クラーク・ウィルソン
- 所属：スイス連邦軍
- 搭乗機：ハービーG・L（初期）

スイス連邦軍の大尉。国内ゲリラ掃討後も、ヴァンツァー技術習得のため、アルベルトらと行動する。アルベルトと同じ系統のヴァンツァー（ただし、射線の上下方向の調整ができず、武装も一種類のみ）に搭乗する。礼儀正しく冷静な軍人。しかし軍人の分として民衆を守るために戦うという理念を持ち合わせ、非道をする敵に対して騎士道精神的な正義感を示すこともある。パイロットとしての能力は成長途上で、射撃の腕もあまりいいほうではない。
エミル・シンスキー
- 所属：ヤクート反政府軍→無所属
- 搭乗機：ルィビンスク

ヤクート反政府軍の補修機パイロット。反政府軍内の規律違反のため処刑されるところをアルベルトに救われ、以後パーティーに加わる。搭乗機体が回復役のため攻撃はできない。気弱だが利他的で、危険を顧みずコックピット内で火災が起こるギリギリまでアルベルトのサポートに徹する。
ルヴェン・アルハーディ
- 所属：ARS紅海連合軍
- 搭乗機：ジェスター

暗号名「ボマー」。アラブ連邦のARS紅海連合軍の諜報員。連邦内テロ組織の壊滅後、背後にある陰謀を感じ取り、究明のためアルベルトに同行する。爆薬を扱う機体に搭乗するが、戦闘ではヴァンツァーのアームによる投擲で爆薬を使用し、接近戦では敵の爆発に巻き込まれてダメージを負ったり、自身の投げた爆弾によってアルベルトや自分自身のヴァンツァーがダメージを負ったりするため、素早く動く敵に対しての攻撃は苦手である。
一連のテロ活動に陰謀を感じ取る一方で、敵に捕まり移動要塞に監禁されるなど、有能なのか無能なのか分からない人物。ただ、彼がいないとクリアできないステージがある。また爆弾設置の腕は確かで、どんな時も余裕を崩さない。普段はしょっちゅう軽口をたたくため、ブレンダには軽薄だと思われている。
アクセル・ボンゴ
- 所属：ザンボラ共和国軍
- 搭乗機：スクワラル

ザンボラ軍の「ええすぱいろっと」（彼の父親談）。アフリカ統一戦線安定後、故郷に戻るもザンボラとタンガニーを巡るソサエティの陰謀に巻き込まれ、その結果アルベルトと行動を共にする。機動性に優れた小型ヴァンツァーに搭乗する。搭乗ヴァンツァーの攻撃力は低いが、パイロットとしての技量の高さから、攻守ともに優れた働きを見せ、アルベルト同様に任意方向への射撃も可能である。ビショップを憎んでおり、彼と共闘することになるミッションでは参加を拒む。
アキヒコ・サカタ
- 所属：フリーのシールド工学研究者
- 搭乗機：水月（すいげつ）

漢字表記は「坂田明彦」。かつてはアトラス建造にも関わっていたシールド工学博士。大口径マイクロウェーブ砲の対策に苦慮したアルベルトがスカウトし、パーティーに加わる。記録や限界に挑戦することを生甲斐としており、ヴァンツァーに乗るのも、あらゆる兵器の攻撃を実地で受けるためという、文字通り体当たりの学問を実践している。いずれはシールド技術であらゆる兵器を陳腐化させ、戦争を終結させたいと考えているらしい。
自身が制作したシールドヴァンツァーに搭乗する。防御専用のカスタムヴァンツァーに搭乗するため、攻撃はまったくできない。彼がいないとマイクロウェーブ砲を防げないため、1度は必ず戦闘に参加させる事になる。彼開発のシールドは、作動状態ではほぼ完璧にあらゆる攻撃を無効化するが、エネルギー切れを起こすと全くの無防備となる。
アニタ・ディアモンテ
- 所属：ガーディアン南米支部
- 年齢：23歳
- 身体：♀
- 搭乗機：エスパーダ

ガーディアン所属。南アメリカ支部リーダーの女性。責任感が強く、男勝りで強気な性格。ソサエティ幹部に監禁されていたところをアルベルトに救われ、以後ガーディアンの一員としてパーティーに加わる。アルベルトの強さや行動力に惚れていく。化粧気はないがアクセサリーを好む。機銃と爆弾投下装備を備えた小型支援戦闘機"ESPADA"に搭乗する。
カゲミツ
サカタ謹製の高性能レーダーマシン。かつてサカタがヤクート国内で研究を行っていた際、内戦に巻き込まれてサカタとはぐれてしまい、その後放浪している所を発見され、一行に加わる。攻撃はできないが、ダメージも一切受けない。開発者のサカタ曰く「心が和む」とのことで、周囲の地形状況をリアルタイムで表示するほか、左右を見回したり味方に引き離され慌ててついてくるなど、がんばっている。エンディングでは唯一個別の後日談が用意されておらず、サカタが操縦する水月の側にいる姿が確認できるのみとなっている。

### ソサエティ
アーク・ヘルブランド
NORAD軍大佐。ベルゲンでのクーデター首謀者。ソサエティのメンバーだがその身分は低く、幹部になることを望んでクーデターを起こす。また、アルベルトの両親を処刑するなど残忍な性格を持つ。陸空両用の変形型ヴァンツァー「ワグテイル」を愛機とし、またNORAD軍中枢においてアルベルトと対峙した際には、NORAD軍の決戦兵器「スレイプニル」に搭乗した。搭乗機体の圧倒的な攻撃力に慢心しやすく、頻繁に予想外の攻撃に慌てふためいたりしている。
ヘンリー・シャーウッド
ソサエティ総統。世界協和構想のシンボルである"軌道エレベーター"の建設を進めたイギリスの資産家。高齢で機械的な補助で生命をつないでいる。世に絶望しきっており、人類を抹殺する目的でアトラス建造に関与し、自身の死によって世界に破滅的な被害を出すような機能が働くよう細工を施した。
ロイス・フェルダー
ジェノスの妹。ソサエティの幹部で、ヘンリー直属の腹心。紛争で兄以外の親族を失ったため、戦争を憎んでおり、政治的混迷状態にある各国政府の応酬を終結させ、秩序ある世界を作るべくソサエティに与する。
シヴァルツ
ソサエティ幹部の一人。テロリスト集団「赤ザメ」を隠れ蓑として、ロシア領シビルスカにおいて新兵器開発、およびその実地試験を任されていた。大型ビーム兵器「ミドガルズオルム」でロシア軍艦隊を壊滅状態に陥れるなど猛威を振るうが、アルベルトとサカタの連携の前に敗れ去る。
また、とある条件を満たすと出現するオーストラリアはシドニーの隠しショップ「アンダーグラウンドショップ：グレートホワイト」の店主がシヴァルツそっくり（顔グラフィックが同じ）である。本人は否定しているので関係は不明。
ホセ・アヴァブ
- 年齢：45歳
- 身体：♂

兵器開発責任者。表向きはリゾート会社の社長を兼ねたペルー共和国のマチュピチュ市市長である。自分達の脅威となるガーディアンをゲリラと偽って壊滅させるために、アルベルト達に依頼してきた。後に真相を知ったアルベルト達に追撃され、逃走を試みるも、組織に対して大損害を与えたとして、自らの属する組織の手によって粛清される。
近衛兵（近衛隊長）
総統に心酔しきっており、彼を守る為ならば命を厭わない。また組織を危うくするだけの無能者を憎んですらいる様子も見て取れ、ホセを一瞬のうちに葬り去る。彼の搭乗するヴァンツァー「エーデルリッター」は槍のみを武装とする、強固な防御力と高機動性を備えた機体である。

### クリムゾンブロウ
ジェノス・フェルダー
クリムゾンブロウのリーダー。幾多の戦場で敵として、あるいは同じ作戦を遂行する別動隊として、アルベルトと渡り合うことになる。ソサエティとの接触を図っていたが、その目的はソサエティの幹部となった妹を探し出すことであった。真紅の機体「ホイレンヴォルフ」を駆り、数多の戦場を渡り歩く。操縦技量は確かなものではあるが、他を信頼せず単騎での戦いに臨むため、しばしば酷使された機体がトラブルを起こしている。しかし引き際を見極めるところは傭兵としての生存条件として確かなところがある。アルベルトにはホイレンヴォルフ共々アトラス崩壊により死亡したと思われているが、最後の最後で生存の可能性が示唆された。
コミックス版ではヴァンツァーを初めて開発した「ガングシュナイダー社」の元社員として描かれており、妹ロイスをソサエティから連れ戻すにあたり、同社の最新機種であったホイレンヴォルフを無断で持ち出し、以降そのまま傭兵となったとされている。
ルーク
クリムゾンブロウの1人。義に厚く、卑劣な行為を嫌う戦士。穏健な人物だが、破壊されたら起爆する機体をそうとは知らずに撃破してしまうなど、やや不用心な一面もあった。ジェノスの根底にある信念を信頼しており、敬服している。後にジェノスが単独でソサエティに戦いを挑むために飛び出してしまったため、これを追うアルベルトらと行動を共にする。重火力ヴァンツァー「フォイアツォーク」に搭乗し、一点突破を得意とする。設定では銃火器は右腕だけである。
ビショップ
クリムゾンブロウの1人。常に狂気を纏わりつかせており、人質に取っていた民間人を自分の気分次第で射殺するなど、非人道的行為にも何らためらいも見せず、むしろ快楽すら感じていた破壊と殺戮に興味を見出す男。ジェノスの命令を聞かない事もしばしば。搭乗機は「ブルートドゥフト」。ヴァンツァーの操縦技能は確かであり、また愛機以外も器用に操るためクリムゾンブロウのメンバーの地位を得ていたが、あまりの非道についには自らの命を縮めることとなる。

### その他の登場人物
レロス
アルベルトのNORAD軍所属時の同僚。クーデター軍の襲撃により巡航ミサイルの直撃を受け死亡する。アルベルトのセリフから、付き合いが長かったことがうかがわれる。
オーウェン大統領
ベルゲン共和国大統領。クーデター発生時にアルベルトと共に脱出するも、ビーグ陸軍基地で待ち構えていたアーク達によって、再び囚われの身となる。その後は影武者が職務を代行していて幽閉されていたが、再びアルベルトによって救出され、以後は職務に復帰。アトラス攻略の際にはアルベルト達を支援するため、ベルゲン共和国軍を彼らの元に派遣する。
リチャード・ミルマン
カーネルライト協会の職員。アルベルト達の担当として依頼を受けるなど、マネージャー的な役割をこなす。派遣する傭兵を商品と言いながらも、アルベルトのチームには同情的に接する。後にアルベルトとブレンダが協会を離れることになった際も彼らのことを気にかけており、最終決戦の際には協会所属の傭兵達をアトラスに派遣する。
ランドルフ
スイス軍所属。階級は少佐。国内のゲリラ鎮圧をカーネルライト協会に依頼してきた。戦争を商売とする傭兵に頼らざるを得ないことはあまりいい感情は抱いていなかったらしく、お目付け役としてクラークを同行させる。一連の事件解決後は、国内のヴァンツァーエキスパート育成の為に、クラークを有能と認めたヴァンツァー乗りであるアルベルト達に同行させる。
クラークの上官なだけあり、紳士的で礼儀正しい性格。
ヨハンセン
ヤクート反政府軍の指導者。大型起動兵器「ツェルネンコ」をはじめ軍備増強にしか目を向けない政府を打倒するとしているが、その実自らの命令に反した者を処刑したり、自分の子飼いの部下達に政府軍の軍服を着せて、政府軍の仕業に見せかけた略奪行為を行わせるなど利己的な人間に過ぎなかった。最終的に、民衆の手でその地位を追われた。
サファド
アラブ連邦・ARS紅海連合軍司令。敵対するゾハル同盟軍による、カサラダム破壊計画の情報を持つ諜報員（ルヴェン）の救出を依頼。歴戦の司令官らしく、アルベルトらに補給路の確保などを確約する。基本的に彼も「平和な時代における国の繁栄」を望む一人である。
アルベルトらの活躍によってルヴェンは無事救出され、ダム破壊も未然に阻止された。その際に損傷したベースキャリアーの代わりとして、アルベルト達にバララット級戦艦を贈呈した。ルヴェンも紛争の影に何らかの陰謀を感じ取り、自らの意思で一行に加わったが、サファド司令官とは連絡を取り合っていた模様で、アルベルトらのアトラス攻略の際には、陽動用の援軍が派遣された。
鋭い眼光と強面の持ち主だが、ショップ商品の取引価格を少額ながら割り引いてくれたり、先述のように「礼」と称してバララット級戦艦を提供してくれるなど、アルベルトらにかなり心を砕いてくれる依頼人である。
レジネフ大統領
ロシア大統領。シビルスカにおいて猛威を振るうテロ集団「赤ザメ」の掃討をカーネルライト協会に依頼。赤ザメの規模があまりに大規模であったために、同時にクリムゾンブロウにも依頼を出していた。
国内の政治に心を砕く政治家で、難民救済物資の輸送では、急遽アルベルトらに護衛を依頼している。
エルガー首相
ザンボラ共和国首相。対立関係にあったタンガニー共和国との間に和平を成立させようとしていたが、副首相のキールとタンガニー共和国のバルミング将軍の陰謀により、専用機を撃墜される。何とか脱出に成功した後、ジャンガ村のボンゴ村長の下に身を寄せる。その後、キールとバルミングの陰謀を察知したアルベルト達が両名を撃退。事態の収束後に再び和平を結ぶことを表明した。
ガーディアン総司令
- 年齢：45歳
- 身体：♂

本名、正体などは不詳。カーネルライト協会を離れて独自調査を行っていたアルベルト達を迎え入れ、センチネルを追う一行の為に、ホセの兵器工場を鹵獲した後に、そこで建造した最新鋭のベースキャリアーを提供した。通信によって部下に命令を伝えたりしているが実際の所在は不明。頭脳明晰で人望も厚く決断力もある。
一説によれば、アトラス建設計画当初に主導的立場にあり、その権限を掌握する事を望んだソサエティに暗殺されたベルギー首相リヒターの息子ゲント・リヒターであり、父の死の真相を探るためにガーディアンを設立したのではないか、とも噂されている。

## メカニック
敵味方を含める数多くの機体が登場するが、他のシリーズに比べヴァンツァーの製造メーカーは詳細には設定されていない。
| ハービーG(HARBY-G) | ハービーG(HARBY-G)              |
| ------------------ | ------------------------------- |
| 型式番号           | FN-8G                           |
| 全高               | 4.6m                            |
| 全長               | 3.8m                            |
| 全幅               | 3.5m                            |
| 全備重量           | 3.6                             |
| 生産国             | ベルゲン共和国                  |
| 固定武装           | スイングアーム18.8tプレスパンチ |
| 特殊兵器搭載許容数 | 1                               |

ハービーG
アトラス建設時に用いられた二足歩行型汎用工作機械を軍事転用したもの。機種は「汎用作業機」で、「HARBY」は開発者のニックネーム、「G」は「GUNNER」つまり軍用であることを示す。元は作業機械であるためか、上部にパトライトが残っていたり、左腕は作業腕部のままになっている。それでも、バーニアユニットやローラーダッシュといった機能は使用可能で、最低限のスペックは備わっている。
コクピットが剥き出しになっており、テンダスのように防弾ガラスに囲われておらず、安全バーで囲まれているだけの風貌をしている。
初期機体のため性能は低く、特に特殊兵器搭載枠は1つしかない。ただし、主人公用の機体の中では最も小型で、他の機体が通れないような狭い場所でも機体を降りる必要がないという利点もある。
| スティンガー(STINGER) | スティンガー(STINGER)           |
| --------------------- | ------------------------------- |
| 型式番号              | SW-46S                          |
| 全高                  | 5.4m                            |
| 全長                  | 4.2m                            |
| 全幅                  | 3.8m                            |
| 全備重量              | 5.5t                            |
| 生産国                | アメリカ合衆国                  |
| 固定武装              | スイングアーム20.0tプレスパンチ |
| 特殊兵器搭載許容数    | 2                               |

スティンガー
アメリカ合衆国で開発された軍用ヴァンツァー。機種は「軽装甲機動戦闘騎兵」。ハービーGとは異なり、最初から軍用として製造されているため、その性能は大きく異なっている。外見上はより大型化されたボディと背面に装備されたジェットパックが特徴で、より人型ロボットらしいデザインになっている。
性能的には、ハービーGの2倍に近い。特殊兵器搭載枠は2つに増えている。
| シルヴァファング(SILVER FANG) | シルヴァファング(SILVER FANG)   |
| ----------------------------- | ------------------------------- |
| 型式番号                      | SW-54S                          |
| 全高                          | 6.0m                            |
| 全長                          | 4.4m                            |
| 全幅                          | 4.0m                            |
| 全備重量                      | 6.4t                            |
| 生産国                        | アメリカ合衆国                  |
| 固定武装                      | スイングアーム22.5tプレスパンチ |
| 特殊兵器搭載許容数            | 3                               |

シルヴァファング
アメリカ合衆国で開発された軍用ヴァンツァー。機種は「装甲機動戦闘騎兵」。機体各所にマニピュレーターを搭載し、運動性能を大幅に向上させている。他の上位機と同じく、スティンガーをそのまま縦に引き伸ばしたような印象を受ける。
性能的にはスティンガーをそのまま向上させた程度で、耐久力は2倍、特殊兵器搭載枠は3に増えている。
| ナイトマスター(KNIGHT MASTER) | ナイトマスター(KNIGHT MASTER)   |
| ----------------------------- | ------------------------------- |
| 型式番号                      | SW-82K                          |
| 全高                          | 6.3m                            |
| 全長                          | 4.4m                            |
| 全幅                          | 4.0m                            |
| 全備重量                      | 6.7t                            |
| 生産国                        | アメリカ合衆国                  |
| 固定武装                      | スイングアーム25.0tプレスパンチ |
| 特殊兵器搭載許容数            | 4                               |

ナイトマスター
アメリカ合衆国製ヴァンツァーの最新鋭機。機種はシルヴァファングと同じく「装甲機動戦闘騎兵」であり、シルヴァファングの後継または発展型であることがわかる。装甲素材である強化セラミックによって見た目の割に軽量で、防御力を維持しつつ機動性を向上させることに成功した。その性能は旧式のヴァンツァーを凌駕する。後述のドラグーンが手に入らない場合、プレイヤーが最後に手に入れる機体である。
| ドラグーン(DRAGOON) | ドラグーン(DRAGOON)             |
| ------------------- | ------------------------------- |
| 型式番号            | X-D                             |
| 全高                | 6.5m                            |
| 全長                | 4.6m                            |
| 全幅                | 4.4m                            |
| 全備重量            | 8.0t                            |
| 生産国              | ソサエティ                      |
| 固定武装            | スイングアーム30.0tプレスパンチ |
| 特殊兵器搭載許容数  | 6                               |

ドラグーン
ソサエティが究極のヴァンツァーとして密かに開発を進めていた機体。条件を満たせばエスポルテのショップで購入できるようになる。かなり大柄なヴァンツァーなので閉所では小回りが悪いという欠点はあるものの、初期状態でも完全に強化したナイトマスターに並ぶ性能を誇る。特殊兵器搭載枠も6と多く、バーニア、シールド、ダッシュの各ユニットを装備しても余裕がある。レベルアップすれば耐久力は容易に9999を越える最強ヴァンツァーである。

## 用語
アトラス
世界的に起こった資源とエネルギーを巡る戦争の教訓及び世界平和のシンボルとして、全世界共同で建設プロジェクトを組まれていたプロジェクト。宇宙の資源と太陽エネルギーを得るための軌道エレベータ。しかし、新エネルギーの発見と経済的価値の相対的低下から建設は中断されてしまい、最終的には民間団体が完成させたものの、稼動はしていない。
建設にはゲーム中に存在する組織「ソサエティ」が関わっている。隠されていた地上への攻撃システムが作動し、無限とも言えるエネルギーと強力な対空砲、機動型兵器に守られた要塞となってしまっている。ゲームシナリオ上で最後の戦場となる。
カーネルライト協会
様々な理由で帰る所をなくした兵士などが所属している傭兵組織。紛争地区などに傭兵を派遣して利益を得ている。指名手配された主人公が所属することになるが、終盤でも重要な役割を果たすことになる。
ソサエティ
本作の世界を裏から支配する秘密結社であり、総統たるヘンリー・シャーウッドの「戦争こそ人間の本質である」という思想に則って、世界中の紛争の激化に加担している。一連の事件の首謀者であり、様々な戦場で主人公達と敵対することになる。
ヴァンツァー

正史におけるヴァンツァーと違って、機体のパーツ組み換えは行えない（ゲームシステム上のフォローがないという意味で、設定上でどうかは不明）。
また、ヴァンツァー用のレーザー兵器や継続飛行可能なブースターが実用化されていたり、限定的とはいえ地上用ヴァンツァーも水中行動が取れたりする。
（構造上、気密性が皆無に等しい「ハービーG」でも問題無く水中行動が可能である）
上述したハービーGのような小型機や、戦闘機に変形するワグテイル（敵専用ヴァンツァー）なども実用化されている。性能はレベルアップと追加パーツによって強化される。
ただし、追加パーツを付加出来るのは主人公のヴァンツァーのみである。

## スタッフ
- キャラクターデザイン： 天野喜孝
- ディレクター・プログラム： 鈴木英夫
- プロデューサー： 前田靖幸
- 音楽： 植松伸夫、光田康典、仲野順也、濱渦正志
- グラフィック： 中井覺、只隈圭介、斉藤智晴
- スーパーバイザー： 坂口博信
- エグゼクティブプロデューサー： 橋本真司

## 関連商品

### 関連書籍
- 『ガンハザード 公式ファンブック―フロントミッションシリーズ』 ISBN 9784893664976 / （アスペクト） / 1996年3月
- 『FRONT MISSION ガンハザード公式ガイドブック (ファミ通)』 ISBN 9784893664891 / （アスペクト）/ 1996年03月
- 『フロントミッションシリーズ ガンハザード ミリタリーガイド―スーパーファミコン』 ISBN 9784871888158 / （NTT出版） / 1996年4月

### 小説
- 『ガンハザード―鉄脚の傭兵 (アスペクトノベルス)』 ISBN 9784893665133 / （アスキー） /1996年5月

### 漫画
- 『フロントミッションガンハザード (アスキーコミックス)』 ISBN 9784756112576 / （アスペクト） /1996年5月

### 楽譜
- 『楽しいバイエル併用 ガンハザード オリジナル・サウンドトラック』 ISBN 9784810826807 / （ドレミ楽譜出版社） /1996年9月

### サウンドトラック
| 発売日         | タイトル                                            | 規格品番     | レーベル               | 備考 | 最高位 |
| -------------- | --------------------------------------------------- | ------------ | ---------------------- | --- | ------ |
| 1996年2月25日  | GUN HAZARD Original Soundtrack                      | PSCN-5044〜5 | NTT出版                | 植松伸夫と光田康典による共作。CD2枚組。                                                                  | ー     |
| 2007年5月9日   | SQUARE ENIX BATTLE TRACKS Vol.1 SQUARE 1987〜1996   | SQEX-10097   | スクウェア・エニックス | スクウェア・エニックスのゲーム内の戦闘シーンで使われた楽曲を集めたコンピレーションCD。『GENOCE』が収録。 | ー     |
| 2013年11月27日 | クリスマス・コレクションズII music from SQUARE ENIX | SQEX-10411   | スクウェア・エニックス | スクウェア・エニックスのゲーム楽曲をクリスマスアレンジしたコンピレーションCD。『焦燥』が収録。           | ー     |